# ジョージ・キング (植物学者)

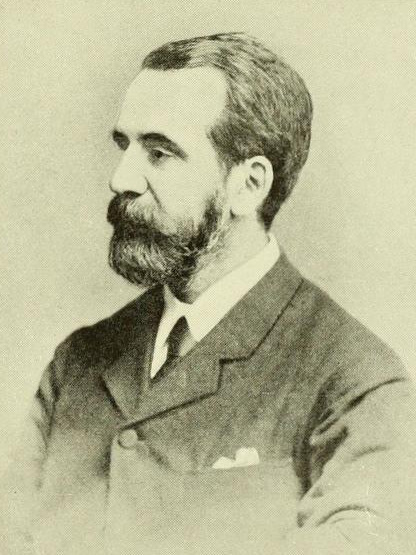
ジョージ・キング

ジョージ・キング（英語: Sir George King、 (1840年4月12日 - 1909年2月12日）は、イギリスの植物学者である。1871年から、王立カルカッタ植物園の監督官を務め、1890年にインド植物調査局の最初の局長を務め、1901年にリンネ・メダルを受賞した。

## 略歴
アバディーンシャーのPeterheadの書店主の家に生まれた。父親の兄弟も出版に携わっていた。1845年に父親、1850年に母親を失い、叔父に養育され、しばらく出版業を手伝ったが、自然科学への関心から医師になることを決意し、1861年にアバディーン大学に入学した。植物学者のジョージ・ディッキー(George Dickie)の教えを受け、1862年にディッキーの助手になった。1865年にM.Bを取得した。ウィリアム・ジャクソン・フッカーに海軍の軍医となって、各国の植物を収集することを薦められたが、インドに興味を持ち、1865年に募集が再開されたインド医療団（Indian Medical Service）に応募し、フッカーから託された南米原産のトコンを携えてインドに渡り、1866年4月にカルカッタに到着した。
最初に総合病院に勤務した後、医学大学病院で働いたが、肺炎にかかり、乾燥した環境への転地を勧められ、第41ベンガル歩兵連隊に配属され、アーグラに赴任した。病気は改善せず、中央インドのグナなどを経て、サハーランプルの植物園に赴任した。1869年に森林局の管理人助手に採用された。この時期、余暇に植物学を研究し、救荒植物を研究し、グナ地域の鳥類調査にも参加した。森林局の改革に成功した。カルカッタ植物園のトーマス・アンダーソンが病気になり、1870年に帰欧した後、キングはその後任に選ばれ、植物園の監督になり、同時にベンガル医学校の教授となった。カルカッタ植物園の耐火性を高め、植物の配置を分類学によるものに変更するなどの改革を行った。
1873年のカルカッタ動物園の創立に貢献し、ダージリンの植物園の設立準備にも貢献した。マラリアの治療薬となるキナノキの栽培に関する著書がある。ジョセフ・ダルトン・フッカーの著書『英領インドの植物』（Flora of British India）の出版に貢献した。1891年にインド植物調査局（Botanical Survey of India）の長官に就任し、インド農業・栽培協会（Agricultural and Horticultural Society of India）の会長を何度か務めた。1884年に法学博士（LL.D.）の学位を得て、1887年に王立協会の会員に選ばれた。カルカッタ植物園の紀要の刊行を始め、1901年に王立園芸協会からヴィクトリア名誉メダル、ロンドン・リンネ協会からリンネ・メダルを受賞した。キナノキの栽培の功績で、薬学協会の名誉会員に選ばれた。
キツネノマゴ科の種、Aphelandra kingiiやEranthemum kingii（Pseuderanthemum kingiiのシノニム）などに献名されている。